# Penfield, Illinois
Penfield är en ort i Champaign County i delstaten Illinois, USA.